# Лісорубна вулиця (Київ)
Лісору́бна ву́лиця — вулиця у Святошинському районі міста Києва, місцевість Новобіличі. Пролягає від вулиці Академіка Булаховського  до Олевської вулиці.
Прилучаються вулиці Рубежівська, Рахманінова і Клавдіївська.

## Історія
Вулиця виникла у першій половині XX століття під назвою 397-а Нова. Сучасна назва — з 1944 року.